# لوسینه یغیان
لوسینه یغیان (ارمنی: Լուսինե Եղյան؛ انگلیسی: Lusine Yeghyan زادهٔ ۱۳ دسامبر ۱۹۹۵)، شاعر و نویسنده اهل ارمنستان است.

## زندگی‌نامه
وی در ۱۳ دسامبر ۱۹۹۵ در ایروان به دنیا آمد و از دانشگاه ملی معماری و شهرسازی ارمنستان فارغ‌التحصیل گشت. 